# Мілтонвейл (Канзас)
Мілтонвейл (англ. Miltonvale) — місто (англ. city) в США, в окрузі Клауд штату Канзас. Населення — 440 осіб (2020).

## Географія
Мілтонвейл розташований за координатами 39°20′58″ пн. ш. 97°27′9″ зх. д. / 39.34944° пн. ш. 97.45250° зх. д. (39.349501, -97.452391).  За даними Бюро перепису населення США в 2010 році місто мало площу 1,96 км², уся площа — суходіл.

## Демографія
Згідно з переписом 2010 року, у місті мешкало 539 осіб у 219 домогосподарствах у складі 136 родин. Густота населення становила 275 осіб/км².  Було 262 помешкання (134/км²).
Расовий склад населення:
| - 97,6 % — білих - 0,2 % — корінних американців - 0,2 % — азіатів |

До двох чи більше рас належало 1,5 %. Частка іспаномовних становила 1,7 % від усіх жителів.
За віковим діапазоном населення розподілялося таким чином: 29,7 % — особи молодші 18 років, 50,4 % — особи у віці 18—64 років, 19,9 % — особи у віці 65 років та старші. Медіана віку мешканця становила 36,8 року. На 100 осіб жіночої статі у місті припадало 98,2 чоловіків;  на 100 жінок у віці від 18 років та старших — 97,4 чоловіків також старших 18 років.
Середній дохід на одне домашнє господарство  становив 47 416 доларів США (медіана — 32 386), а середній дохід на одну сім'ю — 61 529 доларів (медіана — 42 386). Медіана доходів становила 36 875 доларів для чоловіків та 24 375 доларів для жінок. За межею бідності перебувало 12,7 % осіб, у тому числі 21,1 % дітей у віці до 18 років та 9,4 % осіб у віці 65 років та старших.
Цивільне працевлаштоване населення становило 188 осіб. Основні галузі зайнятості: освіта, охорона здоров'я та соціальна допомога — 33,5 %, оптова торгівля — 10,6 %, роздрібна торгівля — 9,0 %, виробництво — 8,5 %.